# Danique Kerkdijk
Danique Kerkdijk (Olst, 1 mei 1996) is een Nederlands voetbalster die uitkwam voor FC Twente, Brighton & Hove Albion en het Nederlands vrouwenvoetbalelftal.

## Clubcarrière
Danique Kerkdijk speelde in haar jeugdjaren voor SC Overwetering uit Olst. In juni 2014 tekende ze een contract bij FC Twente, nadat ze de volledige juniorenafdeling van de FC Twente Voetbalacademie had doorlopen. Op 24 september 2017 speelde Kerkdijk haar eerste wedstrijd voor Bristol City. Na het WK 2019 vertrok Kerkdijk naar Brighton & Hove Albion.
In 2022 keerde Kerkdijk terug bij FC Twente. In het seizoen 2022/23 en 2023/24 moest Kerkdijk het vooral doen met een plek op de bank achter het vertrouwde duo Caitlin Dijkstra en Marit Auée. Op 15 april 2024 kondigde Kerkdijk aan het einde van het seizoen 2023/24 een punt achter haar carrière te zetten.

## Statistieken
| Seizoen | Club                   | Land      | Competitie         | Wedstrijden | Doelpunten |
| ------- | ---------------------- | --------- | ------------------ | ----------- | ---------- |
| 2013/14 | FC Twente              | Nederland | BeNeLeague         | 17          | 1          |
| 2014/15 | FC Twente              | Nederland | BeNeLeague         | 21          | 1          |
| 2015/16 | FC Twente              | Nederland | Eredivisie         | 23          | 2          |
| 2016/17 | FC Twente              | Nederland | Eredivisie         | 27          | 1          |
| 2017/18 | Bristol City           | Engeland  | WSL                | 18          | 0          |
| 2018/19 | Bristol City           | Engeland  | WSL                | 19          | 2          |
| 2019/20 | Brighton & Hove Albion | Engeland  | WSL                | 14          | 1          |
| 2020/21 | Brighton & Hove Albion | Engeland  | WSL                | 19          | 0          |
| 2021/22 | Brighton & Hove Albion | Engeland  | WSL                | 20          | 0          |
| 2022/23 | FC Twente              | Nederland | Vrouwen Eredivisie | 12          | 1          |
| 2023/24 | FC Twente              | Nederland | Vrouwen Eredivisie | 7           | 0          |
| Totaal  | Totaal                 | Totaal    | Totaal             | 197         | 9          |

Bijgewerkt op 16 mei 2024.